# Grupo Desportivo Tourizense
O Grupo Desportivo Tourizense é um clube português sedeado na aldeia de Touriz, anexa à freguesia de Midões, no Concelho de Tábua. O clube foi fundado em 1975 e disputa os seus jogos caseiros no Estádio Visconde do Vinhal, com capacidade para 1 200 pessoas.
O clube obteve uma impressionante ascensão, passando em poucos anos dos campeonatos distritais da Associação de Futebol de Coimbra até aos patamares nacionais, tendo jogado na III.ª Divisão  e na II.ª Divisão B, que mais tarde deram origem ao Campeonato de Portugal, de onde a equipa foi depois despromovida, disputando atualmente a Divisão de Elite da AF Coimbra. Ao nível de formação, nos Juniores, participaram recentemente na II Divisão do Campeonato Nacional de Juniores, terminando em 8º no Apuramento de Manutenção, descendo então ao Campeonato Distrital de Coimbra - Juniores.
O seu ponto mais alto foi jogar com o Benfica para a Taça de Portugal no dia 11 de Janeiro de 2006, num jogo disputado em Tábua, e em que equipa perdeu por 0 a 2.

## Futebol

### Palmarés
| Escalão                                             | Nº Presenças | Títulos | Melhor Classificação |
| I                                                   | 0            | 0       | Nunca participou     |
| II                                                  | 0            | 0       | Nunca participou     |
| III                                                 | 9            | 0       | 2º                   |
| IV                                                  | 10           | 0       | 2º                   |
| V                                                   | 13           | 3       | 1º                   |
| VI                                                  | -            | -       | -                    |
| VII                                                 | -            | -       | -                    |
| Taça da Liga                                        | 0            | 0       | Nunca participou     |
| inclui época 20__/20__; - informação não disponível |              |         |                      |

### Classificações
| Escalão          | 00/01 | 01/02 | 02/03 | 03/04 | 04/05 | 05/06 | 06/07 | 07/08 | 08/09 |
| ---------------- | ----- | ----- | ----- | ----- | ----- | ----- | ----- | ----- | ----- |
| Liga Sagres      | -     | -     | -     | -     | -     | -     | -     | -     | -     |
| Liga Vitalis     | -     | -     | -     | -     | -     | -     | -     | -     | -     |
| II Divisão       | -     | -     | -     | -     | -     | -     | -     | 2º    | -     |
| III Divisão      | -     | -     | -     | -     | -     | -     | -     | -     | -     |
| 1º Escalão Dist. | -     | -     | -     | -     | -     | -     | -     | -     | -     |